# Curicó
Curicó é uma comuna da província de Curicó, localizada na Região de Maule, Chile. Possui uma área de 1.328,4  km² e uma população de 119.585 habitantes (2002), o que corresponde a uma densidade populacional de 90,02 hab/km².